# Ostuda
Ostuda, melanodermia (łac. chloasma, melasma) - występowanie ostro odgraniczonych, przebarwionych (zwykle brązowych), symetrycznych plam na policzkach, czole, rzadziej na karku lub górnej wardze, bez poprzedzającego i towarzyszącego stanu zapalnego, związane z następującymi stanami:
- ciąża (łac. chloasma gravidarum)
- menopauza
- zaburzenia miesiączkowania
- stany zapalne przydatków
- doustne leki antykoncepcyjne
- przewlekła choroba wątroby
- stan wyniszczenia (łac. chloasma cachecticorum)
- stosowanie fenytoiny, hydantoiny, chlorpromazyny (łac. chloasma medicamentosum)
- niektóre kosmetyki, np. olejek bergamotowy (łac. chloasma cosmeticum)

Ryzyko wystąpienia zwiększa się przy narażeniu na światło słoneczne. Ostudy występują głównie u kobiet. Mogą ustępować samoistnie.
W leczeniu zaleca się leczenie przyczynowe, unikanie substancji wywołującej, zmniejszenie ekspozycji na słońce oraz miejscowe stosowanie środków wybielających, podobnie jak w leczeniu piegów. Zapobiegać rozwojowi ostudy może także zaprzestanie korzystania z filtrów przeciwsłonecznych o wysokim SPF (50 lub wyższym) oraz stosowanie trójskładnikowych środków miejscowych (hydrochinon 4%, tretynoina 0,05% i acetonid fluocynolonu 0,01%).